# Barbara Cho Chŭng-i
Św. Barbara Cho Chŭng-i (ko. 조증이 바르바라) (ur. 1782 w Icheon, zm. 29 grudnia 1839 w Seulu) – męczennica, święta Kościoła katolickiego.
Barbara Cho Chŭng-i urodziła się w znanej koreańskiej rodzinie szlacheckiej. W wieku 16 lat wyszła za mąż za Sebastiana Nam I-gwan. Małżeństwo miało jednego syna, który zmarł wkrótce po urodzeniu. W czasie prześladowań katolików w Korei w 1801 roku wielu jej krewnych zginęło śmiercią męczeńską, a jej mąż został skazany na wygnanie. Barbara Cho Chŭng-i zamieszkała ze swoim młodszym bratem. W wieku około 30 lat przeniosła się do Seulu i zamieszkała u pewnej katolickiej rodziny. Pomagała swojemu kuzynowi Pawłowi Chŏng Ha-sang w przygotowaniach do podróży do Pekinu w celu sprowadzenia zagranicznych misjonarzy do Korei. W 1832 roku jej mąż powrócił z wygnania. Barbara Cho Chŭng-i kupiła mały dom, w którym udzielała schronienia księżom Maubantowi i Chastanowi oraz biskupowi Imbertowi. W domu tym katolicy spotykali się na modlitwie, odbywały się spowiedzi i odprawiano msze. Aresztowano ją podczas prześladowań w lipcu 1839 roku. Pomimo tortur nie wyrzekła się wiary. Została ścięta w miejscu straceń za Małą Zachodnią Bramą w Seulu 29 grudnia 1839 roku razem z sześcioma innymi katolikami (Magdaleną Han Yŏng-i, Piotrem Ch’oe Ch’ang-hŭb, Benedyktą Hyŏng Kyŏng-nyŏn, Elżbietą Chŏng Chŏng-hye, Barbarą Ko Sun-i i Magdaleną Yi Yŏng-dŏk).
Dniem jej wspomnienia jest 20 września (w grupie 103 męczenników koreańskich).
Beatyfikowana przez Piusa XI 5 lipca 1925 roku, kanonizowana 6 maja 1984 roku przez Jana Pawła II w grupie 103 męczenników koreańskich.